# Prix d'excellence du CRSNG
Le Prix d'excellence du CRSNG est décerné par le Conseil de recherches en sciences naturelles et en génie du Canada aux finalistes de la médaille Herzberg.

## Lauréats
- 2000
  - Howard Alper (Université d'Ottawa)
  - David Regan (Université York)
  - David Schindler (Université de l'Alberta)
- 2001
  - Donald Mackay (Université de Trent)
  - Richard Puddephatt (University of Western Ontario)
  - David Schindler (Université de l'Alberta)
- 2002
  - Barrie Frost (Université Queen's)
  - Brian Hall (Université Dalhousie)
  - Tito Scaiano (Université d'Ottawa)
- 2003
  - Richard Bond (Université de Toronto)
  - Arthur B. McDonald (Université Queen's)
  - John Smol (Université Queen's)
- 2004
  - David Dolphin (Université de la Colombie-Britannique)
  - André Salama (Université de Toronto)
- 2005
  - Stephen Cook (Université de Toronto)